# Svendborg (općina)
Svendborg je općina u danskoj regiji Južna Danska.

## Zemljopis
Općina se nalazi u južgozapadnom dijelu otoka Fyna, prositire se na 417 km2.

## Stanovništvo
Prema podacima o broju stanovnika iz 2010. godine općina je imala 58.998 stanovnika, dok je prosječna gustoća naseljenosti 141 stan/km2. Središte općine je grad Svendborg.

### Naselja
| Veća naselja u općini |                  |                    |
| Br.                   | Naselje          | Stanovnika (2010.) |
| 1                     | Svendborg        | 27.113             |
| 2                     | Thurø By         | 3.413              |
| 3                     | Vindeby          | 2.331              |
| 4                     | Rantzausminde    | 1.872              |
| 5                     | Stenstrup        | 1.776              |
| 6                     | Skårup           | 1.706              |
| 7                     | Ollerup          | 1.352              |
| 8                     | Troense          | 1.144              |
| 9                     | Vester Skerninge | 1.057              |
| 10                    | Gudme            | 954                |

## Vanjske poveznice
- Službena stranica općine